# Maciej Nalepa
Maciej Nalepa (* 31. März 1978 in Tarnów, Polen) ist ein polnischer Fußballspieler.

## Vereinskarriere
Er durchspielte alle Jugendmannschaften bei Stal Rzeszów und wechselte 1996 zum Stadtrivalen Resovia Rzeszów. Anschließend spielte er bei mehreren unterklassigen polnischen Vereinen, ehe er 2001 in die Ukraine zu Karpaty Lwiw wechselte. Bei seinem ersten Profiverein wurde er erst in seiner zweiten Saison Stammtorhüter. Den Stammplatz verlor er allerdings nach zwei Jahren an seinen ukrainischen Konkurrenten Bogdan Shust.
Im Jahr 2005 wechselte er nach Lettland zum ambitionsreichen Klub FK Venta, die zu dieser Zeit viele bekannte Spieler verpflichtet hatten wie Oleh Luschnyj, Aljaksandr Chazkewitsch oder Ģirts Karlsons. Hier war er auch Stammtorhüter. Jedoch ging der Klub Ende 2005 bankrott. So kehrte Nalepa Ende 2005 zu Karpaty Lwiw zurück. Hier absolvierte er in drei Jahren nur 22 Ligaspiele und wechselte zur Saison 2008/2009 zum Ligarivalen FK Charkiw. Nach nur einer Saison verließ er den Verein wieder und spielte in der Saison 2009/10 für den polnischen Erstligisten Piast Gliwice.
Am Saisonende verließ Nalepa den Verein aus Oberschlesien und wechselte zu Odra Wodzisław. Für Odra bestritt er in der Saison 2010/2011 sieben Spiele in der zweiten polnischen Liga, bevor er sich zur Saison 2011/12 komplett aus dem Profibereich zurückzog und zum unterklassigen Verein KS Zaczernie wechselte. Mittlerweile spielte er für den polnischen Amateurverein Piast Tuczempy.

## Nationalmannschaft
Er spielte insgesamt zweimal für die polnische Nationalmannschaft. 2003 ein Freundschaftsspiel gegen Kasachstan (3:0) und 2004 ein Freundschaftsspiel gegen die Färöer (6:0).